# Résolution 724 du Conseil de sécurité des Nations unies
Membres permanents
- Chine
- États-Unis
- France
- Royaume-Uni
- Russie

Membres non permanents
- Autriche
- Belgique
- Côte d'Ivoire
- Cuba
- Équateur
- Inde
- Roumanie
- Yémen
- Zaïre
- Zimbabwe

Résolution no 723 Résolution no 725
La résolution 724 du Conseil de sécurité des Nations unies a été adoptée à l'unanimité le 15 décembre 1991. Après avoir réaffirmé les résolutions 713 (1991) et 721 (1991) et pris note d'un rapport du secrétaire général Javier Pérez de Cuéllar sur la situation en république fédérative socialiste de Yougoslavie, le Conseil a convenu de faire avancer les propositions concernant une opération de maintien de la paix prévue en Yougoslavie et a décidé de créer un comité du Conseil de sécurité chargé d'examiner les questions liées à l'embargo sur les armes imposé au pays.
Agissant en vertu du chapitre VII de la Charte des Nations unies, le Conseil a demandé à tous les États membres de faire rapport sur les mesures qu'ils ont prises pour mettre en œuvre un embargo général et complet sur toutes les armes et équipements militaires vers la Yougoslavie, tel qu'il avait été décidé dans la résolution 713. La résolution porte également création d'un comité du Conseil de sécurité, conformément à l'article 28 de son règlement intérieur provisoire, composé de tous les membres du Conseil, pour examiner les mesures prises par les États membres, y compris les violations de l'embargo et les moyens de le renforcer, demandant à tous les États membres de coopérer avec le comité. Les pouvoirs du comité seront étendus à d'autres domaines dans des résolutions ultérieures sur la situation.
La résolution encourage également le Secrétaire général à poursuivre les efforts humanitaires en Yougoslavie, en collaboration avec les États membres et les organisations internationales, pour répondre aux besoins de la population civile.
Cette résolution était la dernière résolution à laquelle l'Union soviétique a participé avant que la Russie ne reprenne son siège.

## Voir également
- Guerre de Croatie
- Guerre de Slovénie
- Force de protection des Nations unies
- Guerres de Yougoslavie